# Стефан Руфије
Стефан Руфије (фр. Stéphane Ruffier; Бајон, 27. септембар 1986) је бивши француски фудбалер баскијског порекла  Играо је на позицији голмана.

## Успеси
Монако
- Куп Француске: (финале: 2009/10)[7]

 Сент Етјен
- Лига куп Француске (1) : 2012/13.[8]
- Куп Француске: (финале: 2019/20)[9]